# Schulenberg im Oberharz
Schulenberg im Oberharz este o comună din landul Saxonia Inferioară, Germania.